# Кастельфранко-Эмилия
Кастельфра́нко-Эми́лия (итал. Castelfranco Emilia, эмил.-ром. Castelfrànch, местн. Castel, лат. Forum Gallorum) — коммуна в Италии, в регионе Эмилия-Романья, административной центр Модена.
Население составляет 32 543 человек (по состоянию на 31 декабря 2014), плотность населения — 317,46 чел/км². Занимает площадь 102 51 км². Почтовый индекс — 41013. Телефонный код — 059.
Покровителем населённого пункта считается святой Домнин из Фиденцы, празднование 9 октября. 
14 апреля 43 года до н. э. при Галльском форуме состоялась битва между войсками сторонников юного Гая Юлия Цезаря Октавиана под командованием Гая Вибия Пансы и Авла Гирция, с одной стороны, и легионами Антония, осаждавшими Мутину, — с другой, закончившаяся поражением последнего.

## Демография
Динамика населения: